# 中崎敏

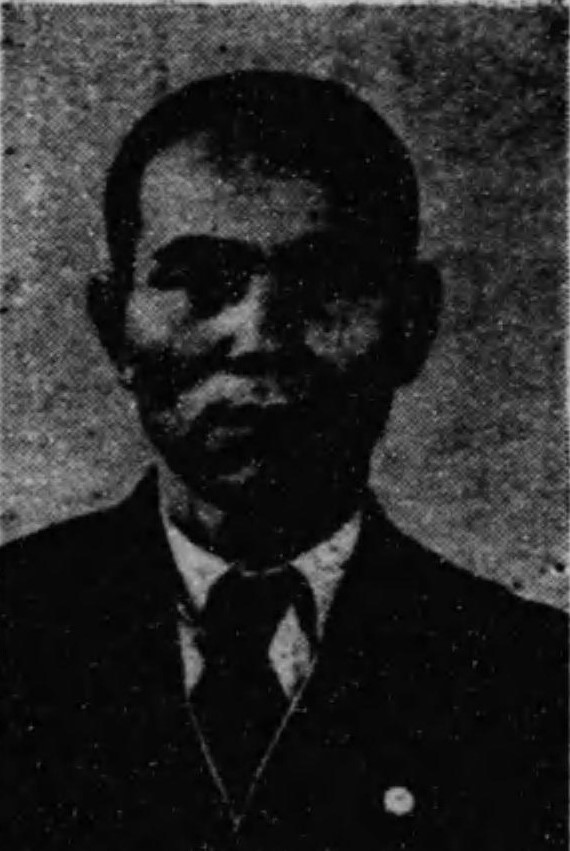
中崎敏

中崎 敏（なかざき / なかさき とし、1900年（明治33年）11月27日 - 1963年（昭和38年）5月17日）は、日本の実業家、政治家。衆議院議員。

## 経歴
島根県那賀郡都野津村（現江津市都野津町）で、中崎熊太郎の長男として生まれる。1924年11月、高等試験行政科試験に合格。1926年、東京商科大学を卒業。
卒業後、三井銀行本店に勤務。以後、東邦化学工業代表取締役、日本切削油製造社長、日本防火資材 (有) 社長、新理研映画社社長などを務めた。
1946年4月、第22回衆議院議員総選挙に島根県選挙区から日本社会党公認で出馬し当選。以後、第28回総選挙まで連続7回の当選を果たした。この間、日本社会党中央執行委員、同日中国交回復特別委員長、同財務委員会事業部長、中小企業国会議員協議会長を歴任。1960年、民主社会党の結成に参加し、同中央執行委員、同選挙対策委員、同市民対策委員、同島根県連合会長などを務めた。